# Lithophane semibrunnea
Die Schmalflügelige Holzeule (Lithophane semibrunnea) ist ein Schmetterling (Nachtfalter) aus der Familie der Eulenfalter (Noctuidae).

## Merkmale
Kennzeichnend für frische, nicht abgeflogene Tiere ist eine schwarzbraune, oft blau schimmernde Rückenlinie, ebenso wie schwarzbraune Linien auf den Schultern.
Die Rückenschöpfe auf dem Hinterleib sind ebenfalls schwarzblau;
Der Vorderrand des Vorderflügels ist im Vergleich zu anderen Arten der Gattung, z. B. Lithophane socia, gerade.

## Verbreitung und Lebensraum
Die Art ist von Marokko und England im Westen über Mitteleuropa und Vorderasien bis zum Kaukasus verbreitet, nördlich bis Dänemark, im Südosten bis in die Türkei und den Irak.

## Lebensweise
Die Falter fliegen in einer Generation ab August. Sie überwintern und leben bis zum Mai des folgenden Jahres. Sie sind nachtaktiv und fliegen besonders gerne künstlich angelegte (Rotwein-)Köderstellen an, selten auch künstliche Lichtquellen an.
Die Raupen leben von Mai bis Juni, sie sollen im Freiland monophag an Esche leben. In der Zucht kann die Art auch mit Liguster oder Pflaume ernährt werden.

## Gefährdung
Die Schmalflügelige Holzeule ist nach der Roten Liste Deutschlands in der Kategorie 3 – „Gefährdet“ eingruppiert.